# 斎藤康貴
斎藤 康貴（さいとう やすたか、1988年7月3日 - ）は、テレビ朝日のアナウンサー。　

## 来歴・人物
東京都出身。都立竹早高校、早稲田大学文化構想学部卒業。学生時代にモデルの仕事を通じて「一つのものを全員で作り上げる喜び」を知ったことが、アナウンサーを志すきっかけになったという。
早稲田大学卒業後の2011年に、アナウンサーとしてテレビ朝日に入社した。同期入社のアナウンサーは青山愛。入社後は、2013 ワールド・ベースボール・クラシックでテレビ朝日が担当する日本国内向けの決勝ラウンド中継にリポーター（サブアナウンサー）として帯同するなど、スポーツアナウンサーとして経験を積んでいる。
2013年4月からは、『スーパーJチャンネル』の平日版を皮切りに、報道・情報番組のフィールドキャスターとしてニュース取材も担当している。

## 出演番組
報道・情報番組
| 期間          | 期間          | 番組名                                                | 役職                                                     | 備考                                                           |
| ------------- | ------------- | ----------------------------------------------------- | -------------------------------------------------------- | -------------------------------------------------------------- |
| 2011年9月12日 | 2011年9月16日 | やじうまテレビ!                                       | ニュースリポート                                         | 平日のみにて出演、菅原知弘の代理                               |
| 2012年4月     | 2013年3月     | お昼のNews Access→ごごいち!ニュースキャッチ（BS朝日） | 『シネマアクセス』金曜日担当                             |                                                                |
| 2013年4月     | 2013年9月     | 午後のニュースルーム（BS朝日）                        | 『映画コーナー』金曜日担当                               |                                                                |
| 2013年4月     | 2017年3月     | スーパーJチャンネル                                   | 平日フィールドキャスター                                 |                                                                |
| 2017年4月     | 2018年9月     | スーパーJチャンネル                                   | 月曜日サブキャスターおよび火～金曜日フィールドキャスター |                                                                |
| 2018年10月    | 現在          | ワイド!スクランブル→大下容子ワイド!スクランブル       | 月～水曜日第1部でのコーナー担当                          | 2021年9月までは、火・水曜日第2部での中継・取材キャスターも兼務 |
| 2018年10月    | 2020年9月     | サンデーステーション                                  | フィールドリポーター                                     |                                                                |
| 2021年10月    | 2023年6月     | ANNスーパーJチャンネル                                | 日曜日メインキャスター                                   |                                                                |
| 2023年7月     | 現在          | ANNスーパーJチャンネル                                | 週末メインキャスター                                     |                                                                |

バラエティ・スポーツ関連・中継担当・ゲスト出演番組
- 速報!甲子園への道（2011年）
- 第93回全国高等学校野球選手権大会中継 - 「燃えよ!ねったまアルプス」リポーター（朝日放送〈現：朝日放送テレビ〉制作、2011年）
- ソフトくりぃむ - アシスタント（2011年10月4日のレギュラー放送第1回のみ担当）
- スポーツ中継各種（2012年に実況デビュー[4]）
- 和田家の男たち 第6話（2021年11月26日）- アナウンサー 役